# Stéphanie Gross
Stéphanie „Stéphie“ Mary Groß (ur. 12 października 1974) – niemiecka zapaśniczka walcząca w stylu wolnym. Olimpijka z Aten 2004, gdzie zajęła siódme miejsce w kategorii 63 kg. Jedenastokrotna uczestniczka mistrzostw świata i pięciokrotna medalistka. Srebrny medal w 1997, 1998 i 2007. Zdobyła dwa srebrne medale na mistrzostwach Europy; w 1998 i 2004. Piąta w Pucharze Świata w 2003 i siódma w 2007 roku.
Trzynastokrotna mistrzyni Niemiec w latach 1994 - 2006 i 2008, a trzeci w 2007 roku.
- Turniej w Atenach 2004

W pierwszej rundzie pokonała Szwedkę Sarę Eriksson i przegrała z Greczynką Stavroula Zygouri. W ćwierćfinale uległa Kanadyjce Violi Yanik.